# 捷烏河
捷烏河（羅馬尼亞語：râul Jiu）是羅馬尼亞西南部的一條河流、多瑙河左支。全長331公里，流面積10,070平方公里。
起源於南喀爾巴阡山脈，由東西兩支合流而成。先向西南，再向東南流經羅馬尼亞平原。在吉蓋拉附近注入多瑙河幹流。
流經主要城市有特爾古日烏和克拉約瓦。